# Horizontal
Horizontal släpptes i januari 1968 och var den brittisk-australiensiska popgruppen Bee Gees andra album. Horizontal spelades in 1967 och släpptes på skivbolaget Polydor Records. Albumet innehöll bland annat deras två singlar "World" och "Massachusetts" som båda låg högt på listorna i slutet av 1967. Det här albumet har mer inslag av hårdare rock än debutalbumet Bee Gees 1st. Detta märks särskilt på låten "The Change is Made".

## Låtlista
(Alla låtar skrivna av bröderna Gibb)
1. "World" - 3:13
2. "And the Sun Will Shine" - 3:36
3. "Lemons Never Forget" - 3:04
4. "Really and Sincerely" - 3:29
5. "Birdie Told Me" - 2:24
6. "With the Sun in My Eyes" - 2:40
7. "Massachusetts" - 2:25
8. "Harry Braff" - 3:19
9. "Daytime Girl" - 2:34
10. "The Earnest of Being George" - 2:45
11. "The Change is Made" - 3:37
12. "Horizontal" - 3:34